# آجیرا
اگیرا (به ایتالیایی: Agira) یک سکونتگاه مسکونی در ایتالیا است که در استان انا واقع شده‌است.

## خصوصیات
اگیرا ۱۶۳٫۱۱ کیلومترمربع مساحت و ۸٬۳۵۷ نفر جمعیت دارد و ۶۵۰ متر بالاتر از سطح دریا واقع شده‌است.